# Новый Белоус
Но́вый Белоу́с (укр. Нови́й Білоу́с) — село в Черниговском районе Черниговской области Украины, административный центр Новобелоусской сельской общины. До 2018 года было центром Новобелоусского сельсовета. Расположено на правом берегу реки Белоус (приток Десны), в 11 км от районного центра и железнодорожного узла Чернигов. Население 1,4 тыс. человек.

## История
В окрестностях сёл Новый Белоус, Деснянка и Кошевка обнаружены поселения эпохи неолита (V—IV тысячелетия до н. э.), 5 поселений эпохи бронзы (II тысячелетие до н. э.), 2 — периода раннего железа (VIII—III вв. до н. э.), 2 — раннеславянских первых веков н. э., а также 4 поселения и 3 курганных древнерусских могильника времён Киевской Руси (IX—XIII вв.).

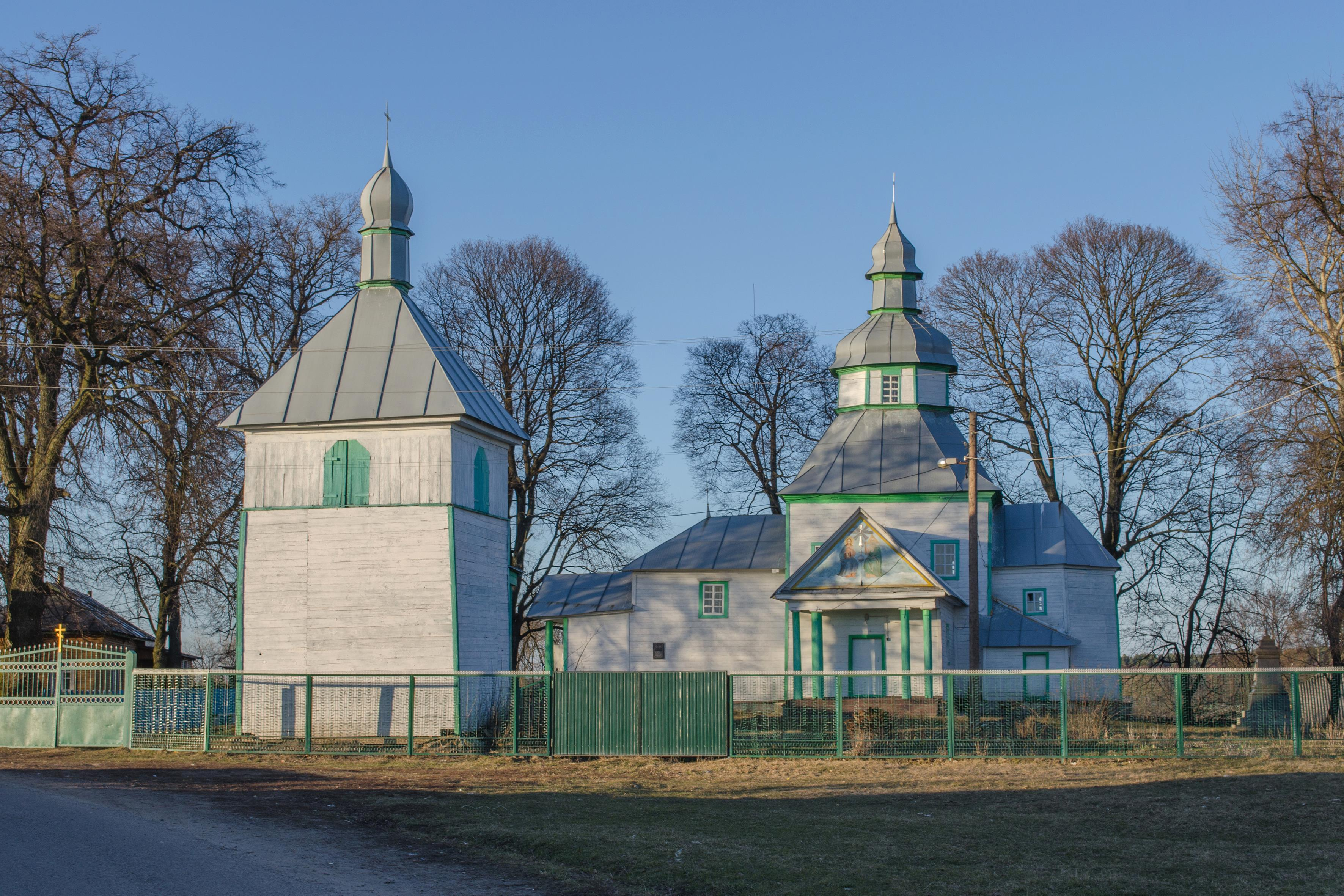
Троицкая церковь

Первое письменное упоминание о селе Новый Белоус датируется 1648 годом. Советская власть установлена в январе 1918 г. На фронтах Великой Отечественной воины и в партизанских отрядах против немецких оккупантов сражались 215 жителей села, из них 120 награждены орденами и медалями, 92 погибли. Уроженцу Нового Белоуса командиру орудия 197-го гвардейского артиллерийского полка 92-й гвардейской стрелковой дивизии гвардии сержанту А. Г. Свиридовскому присвоено звание Героя Советского Союза. В октябре 1943 года в ходе форсирования Днепра он уничтожил 3 вражеских танка и, получив ранение, не покинул поле битвы. Центральная улица села названа его именем. В годы Великой Отечественной войны в Новом Белоусе создана подпольная группа для борьбы против оккупантов, которая установила связь с партизанами. В феврале 1943 года гитлеровцы сожгли заживо 53 человека. Установлены памятники на месте, где были сожжены мирные жители; комсомольцу-подпольщику М. И. Барсуку, зверски замученному оккупантами; советским воинам, погибшим в боях за освобождение Нового Белоуса. В центре села сооружён обелиск в память о воинах-односельчанах, «павших в боях против немецко-фашистских захватчиков».
В июле 1995 года Кабинет министров Украины утвердил решение о приватизации находившегося здесь совхоза.

## Власть
Орган местного самоуправления — Новобелоусский сельский совет. Почтовый адрес: 15501, Черниговская обл., Черниговский р-н, с. Новый Белоус, ул. Свиридовского, 54.
Новобелоусскому сельскому совету, кроме Нового Белоуса, подчинены сёла:
- Деснянка;
- Кошевка.